# 迪克西 (密蘇里州)
迪克西（英語：Dixie）是位於美國密蘇里州卡勒韋縣的非建制地區。

## 歷史
迪克西的郵局於1892年設立，其後於1905年停運。

## 地理
迪克西所處的海拔為高於海平面250米（即820英呎），而該地所採用的時區為UTC-6，即北美中部時區（CST）。同時該地設有夏令時間，為UTC-6調快一小時，即UTC-5（CDT）。